# Fools Garden
A Fools Garden (korábban Fool’s Garden) 1991-ben alapított német rockegyüttes. Alapító tagok: Peter Freudenthaler énekes, Volker Hinkel gitáros, Thomas Mangold basszusgitáros, Roland Röhl billentyűs és Ralf Wochele dobos.
Első albumuk Fool's Garden címmel jelent meg, majd 1993-ban következett az Once in a Blue Moon. Két évvel ez után jelent meg a Dish of the Day, a nagy sikereket elért Lemon Tree című számukkal.
1997-ben jelent meg a negyedik albumuk Go and ask Peggy for the Principal Thing címmel. 2003-ban három tag elhagyta az együttest, helyükre érkezett Dirk Blümein (basszus), Claus Müllner (dob) és Gabriel Holz (gitár, 2007-ben kilépett). Az együttes nevét Fools Gardenre változtatták.

## Diszkográfia

### Stúdióalbumok
- 1991: Fool's Garden
- 1993: Once in a Blue Moon
- 1995: Dish of the Day
- 1997: Go and Ask Peggy for the Principal Thing
- 2000: For Sale
- 2003: 25 Miles to Kissimmee
- 2005: Ready for the Real Life

### Gyűjteményalbumok
- 2009: High Times - The Best of Fools Garden

### EP-k
- 2008: Napster Session 2008
- 2008: Home

### Kislemezek
- 1991: Tell Me Who I Am / Careless Games
- 1992: Spirit '91 / Once in a Blue Moon
- 1994: Wild Days [első kiadás]
- 1995: Lemon Tree
- 1996: Wild Days [második kiadás]
- 1996: Pieces
- 1997: Why Did She Go?
- 1997: Probably
- 1998: Rainy Day
- 2000: Suzy
- 2000: It Can Happen
- 2000: Happy [spec. turnéverzió]
- 2001: In the Name
- 2001: Dreaming
- 2003: Closer
- 2004: Dreaming [2004-es verzió]
- 2005: Man of Devotion
- 2005: Does Anybody Know?/Welcome to Sun
- 2005: Cold [olasz promó]
- 2006: I Got a Ticket
- 2009: High Time
- 2010: Everywhere the Light Shines

## Jelenlegi tagok
- Peter Freudenthaler 1991-től (vokál)
- Volker Hinkel 1991-től (gitár)
- Dirk Blümein 2003-tól (basszus)
- Claus Müller 2003-tól (dob)

## Korábbi tagok
- Thomas Mongol 1991-2003 basszus
- Roland Röhl 1991-2003 billentyű
- Ralf Wochele 1991-2003 dob
- Gabriel Holz 2003-2007 gitár

## Fordítás
- Ez a szócikk részben vagy egészben  a   Fools Garden című angol Wikipédia-szócikk ezen változatának fordításán alapul.  Az eredeti cikk szerkesztőit annak laptörténete sorolja fel. Ez a jelzés csupán a megfogalmazás eredetét és a szerzői jogokat jelzi, nem szolgál a cikkben szereplő információk forrásmegjelöléseként.